# Laura Žemberyová
Laura Žemberyová (ur. 20 sierpnia 2001 w Preszowie, Słowacja) – słowacka piłkarka, grająca na pozycji pomocnika, reprezentantka Słowacji.

## Kariera piłkarska

### Kariera klubowa
Wychowanka klubu Tatran Preszów. W 2018 rozpoczęła karierę piłkarską w czeskiej drużynie Lokomotiva Brno H.H.. Latem 2019 podpisała kontrakt z Slavią Praga, w której grała do końca 2020 roku. W związku z rozpoczęciem studiów na Uniwersytecie Alabama w Birmingham przeniosła się do USA, gdzie zasiliła skład studenckiej drużyny UAB Blazers.

### Kariera reprezentacyjna
23 października 2020 roku zadebiutowała w słowackiej kadrze narodowej w wygranym 2:1 meczu kwalifikacyjnym do Euro-2022 z Węgierkami. W latach 2016–2019 broniła barw juniorskiej reprezentacji Słowacji U-17 i U-19.

## Sukcesy i odznaczenia

### Sukcesy klubowe
- mistrz Czech (1): 2019/20